# Китайцы в Таиланде
Китайцы в Таиланде — население Таиланда китайского происхождения, часть китайской диаспоры. Согласно статистическим данным 1987 года, в стране проживало около 6 миллионов лиц китайского происхождения, или 14 % от общего населения Таиланда. В результате распространённости межэтнических браков с тайцами на протяжении нескольких веков, довольно велика доля населения смешанного китайско-тайского происхождения. Большая часть китайцев сосредоточена в центральных прибрежных районах страны, главным образом в Бангкоке, хотя небольшие группы имеются во всех регионах Таиланда.

## История и происхождение
Первые китайские торговцы появились на территории королевства Аютия ещё в XIII веке (государство и город Аютия появились в 1350-х годах, но китайцы на его территории уже были). Аютия постоянно находилась под угрозой бирманской армии, совершавшей одно вторжение за другим, и наконец пала в 1767 году. Сиамский король Таксин, освободивший страну от бирманского правления, был сыном китайского иммигранта. Таксин активно способствовал китайской торговле и миграции. В большом количестве стали мигрировать уроженцы Чаочжоу.
Китайское население Таиланда возросло с 230 тыс. чел в 1825 до 792 тыс. чел в 1910 году. Тем не менее, почти все ранние мигранты были мужчинами, вступавшими в брак с тайскими женщинами. Детей от таких межэтнических браков называли синотайцами или лук-тин (ลูกจีน) на тайском языке. Количество подобных браков стало сокращаться лишь в начале XX века с ростом иммиграции китайских женщин.
Во времена династии Цин многие китайцы покидали родину в поисках заработка и лучшей жизни. Последние годы XIX были обозначены борьбой Сиама за независимость против колониальных держав. Китайцы того времени занимались откупом налогов, часто применяя при сборе налогов жестокие методы, и участвовали в торговле опиумом. Оба занятия считались презренными. Кроме того, китайские сообщества зачастую выясняли отношения между собой, что также не способствовало экономическому росту страны. Таким образом, несмотря на быстрый рост китайской диаспоры, набирали силу антикитайские настроения.
К 1910 году китайское население достигло около 10 % населения страны. Новые мигранты всё чаще сопротивлялись ассимиляции, прибывая целыми семействами и обучая детей в собственной системе школ.
По законодательству короля Рамы VI китайцы должны были принять тайские фамилии. Община оказалась перед выбором: отказаться от китайской идентичности или же рассматриваться в качестве иностранцев. В 1930—1950-е годы, во времена правления премьер-министра Пибунсонграма, китайское население страны страдало от дискриминации.
Более половины китайцев Таиланда берут свои истоки из восточных регионов провинции Гуандун. Другие китайцы, главным образом хакка и хайнаньского происхождения, также выходцы из южного Китая.

## Языки
Почти все китайцы страны свободно владеют тайским языком, который является для них основным рабочим языком и обязательным предметом во всех школах. Китайские языки распространены при общении дома. Наиболее распространённым китайским языком здесь является чаошаньское наречие (56 % китайского населения), 16 % пользуются языком хакка, 11 % хайнаньским, 7 % языком юэ, хоккьен (7 %) и другими. В последние годы кроме южнокитайских языков, набирает популярность стандартный китайский путунхуа.
Китайцы, проживающие в южных провинциях страны, населённых преимущественно малайцами, довольно сильно ассимилированы. Такая группа китайцев известна в соседних Малайзии и Индонезии как перанакан. Эти китайцы зачастую используют в качестве языка общения местный диалект малайского, распространены межэтнические браки с малайцами.